# Grand Chalet

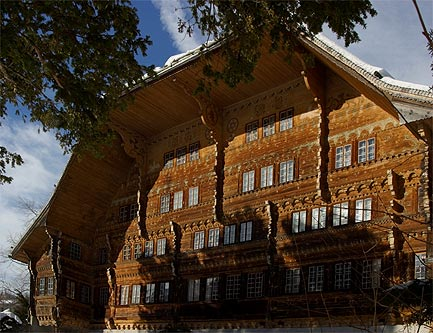

Das Grand Chalet in der waadtländischen Gemeinde Rossinière ist das grösste Holzhaus in der Schweiz.
Es wurde zwischen 1752 und 1756 vom Zimmermeister Joseph Geneyne für Jean-David Henchoz erbaut und anfänglich Grande Maison genannt. Das Gebäude verfügt über eine Grundfläche von 500 m², fünf Stockwerke und 113 Fenster und ist mit einem Krüppelwalmdach bedeckt. Die Fassade ist reich dekoriert und enthält eine mit rund 2800 Buchstaben gemalte Widmung. Sie wurde 1852 anlässlich des Umbaus zu einem Hotel umfassend restauriert. Gleichzeitig wurde das Gebäude in Grand Chalet umbenannt. Das Gebäude blieb bis 1875 im Besitz der Familie Henchoz.
1976 erwarb der Maler Balthasar Klossowski von Rola (bekannt als Balthus) das Haus und lebte dort bis zu seinem Tod im Februar 2001 zusammen mit seiner Frau, Gräfin Setsuko.